# Andrés Romero (golfer)

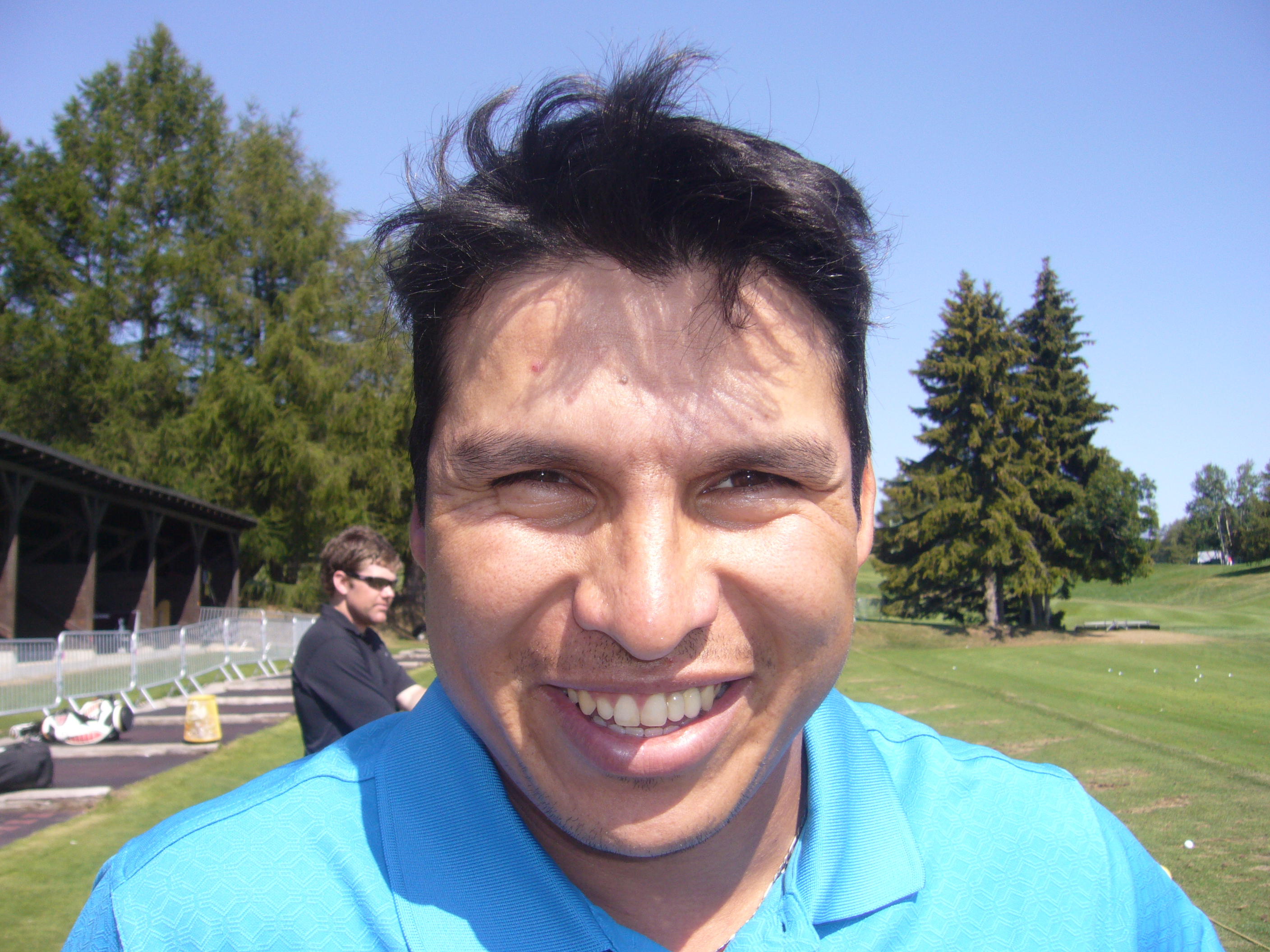
In Crans, 2009

Andres Romero (Tucumán, 8 mei 1981) is een golfprofessional uit Argentinië.
Romero werd in 1998 professional en heeft sindsdien 15 toernooien gewonnen, waarvan 1 op de Amerikaanse PGA Tour (UST) en 1 op de Europese PGA Tour (ET).

Sinds 2006 speelt Romero op de Europese Tour. In 2007 won hij bijna het Brits Open op Carnoustie. Uiteindelijk miste hij de play-off met een slag.  Een week later won hij het TPC of Europe. Daarna stond hij op de 29ste plaats van de Wereldranglijst.
Sinds 2008 speelt hij op de Amerikaanse Tour. Daar werd hij in zijn eerste seizoen 10de bij de Masters, 7de bij de PGA Kampioenschap en  winnaar van de Greater New Orleans Open/Zurich Classic.
In 2009 speelt hij op beide Tours.
Nationaal heeft hij o.a. vier keer het North Open gewonnen, dat altijd op de Jockey Club in Tucumán gespeeld wordt. In 2007 deelde hij de eerste plaats met Ricardo González, maar er werd geen play-off gehouden.

## Gewonnen
Europese Tour
- 2007: The Deutsche Bank Players’ Championship of Europe
- 2017: BMW International Open

PGA Tour
- 2008: Zürich Classic

#### Argentinië
- North Open in 2003, 2006, 2007 en 2008
- Coast Open in 2006
- Argentina Masters in 2006 en 2010

## Trivia
- Andres is geen familie van Eduardo Romero.